# Paul Shields
Paul Calvin Shields (* 10. November 1933 in South Haven (Michigan); † 15. September 2016 in Penngrove, Kalifornien) war ein US-amerikanischer Mathematiker.
Shields studierte am Colorado College (mit einem Stipendium aufgrund seiner Aktivitäten im Tennis) mit dem Bachelor-Abschluss cum laude 1956 und an der Yale University mit dem Master-Abschluss 1958 und der Promotion bei Charles Rickart 1959 (The Theory of B* pairs). Danach war er bis 1961 Moore Instructor am Massachusetts Institute of Technology (und war 1960 bis 1962 an den Willow Run Labs der University of Michigan). 1961 wurde er Assistant Professor an der Boston University, 1963 Assistant Professor an der Wayne State University, war 1970 bis 1973 Research Associate an der Stanford University und 1973/74 Gastprofessor an der University of Warwick. 1974 wurde er Associate Professor und 1976 Professor an der University of Toledo. 1999 wurde er emeritiert.
1978 war er Gastprofessor an der Cornell University und 1980/82 in Stanford (beide Male in der Elektrotechnik-Fakultät). 1985 war er als Fulbright Scholar in Budapest an der Eötvös-Loránd-Universität und 1985/86 Gastprofessor an der University of Toronto. Außerdem war er an der Hayward State University und der San José State University.
Er schrieb Bücher über Bernoulli-Shifts und Ergodentheorie. Er war als Mathematikpädagoge und für die Konstruktion von Gegenbeispielen bekannt.
Er reiste viel und nahm in Rumänien und Ungarn Volkstänze und Volksmusik auf. Mit seiner Frau Chizu Omori machte er auf die Internierungslager für US-Amerikaner mit japanischen Vorfahren in den USA während des Zweiten Weltkriegs aufmerksam (sie gewann für einen Film darüber einen Emmy, "Rabbit in the Moon") und sammelte mit ihr Erinnerungen ehemaliger Internierter. Er war politisch aktiv seit seiner Beteiligung an der Bürgerrechtsbewegung und Anti-Vietnam-Demonstrationen in den 1960ern. Er war dreimal verheiratet, in erster Ehe 1952 bis 1960 mit Mary Getman, mit der er drei Kinder hatte, in zweiter Ehe mit Dorothy Huntwork von 1962 bis zur Scheidung 1983. Mir ihr hatte er ebenfalls drei Kinder. 2000 bis 2009 war er mit Chizu Omori verheiratet.
Nach seiner Pensionierung war er im Algebra-Projekt im US-Bundesstaat Mississippi aktiv, das die Mathematik dort förderte.

## Schriften
- Theory of Bernoulli Shifts, University of Chicago Press 1973
- Elementary Linear Algebra, 1968, 3. Auflage, New York: Worth 1980
- Ergodic Theory of Discrete Sample Paths, American Mathematical Society 1996
- mit Imre Csiszár: Information theory and statistics : a tutorial, Hanover: Now Publishers 2005